# Alan Saldivia
Alan Gabriel Saldivia Vázquez (Rivera, 6 aprile 2002) è un calciatore uruguaiano, difensore del Colo-Colo.

## Caratteristiche tecniche
È un difensore centrale.

## Carriera

### Club
Ha iniziato a giocare a calcio nel settore giovanile del Defensor Sporting per poi passare al Montevideo City Torque nel 2020. Nel novembre del 2021 è passato in prestito al Colo-Colo, e nel gennaio del 2022 è stato acquistato a titolo definitivo.
Ha fatto il suo esordio a livello professionistico il 10 aprile 2023 nell'incontro di Copa Chile vinto 2-0 contro il Santiago City. Divenuto in breve tempo un perno della difesa del club cileno, il 29 agosto ha firmato il suo primo contratto professionistico.

### Nazionale
Ha giocato nella nazionale uruguaiana Under-23.

## Statistiche

### Presenze e reti nei club
Statistiche aggiornate al 16 marzo 2025.
| Stagione        | Squadra         | Campionato      | Campionato | Campionato | Coppe nazionali | Coppe nazionali | Coppe nazionali | Coppe continentali | Coppe continentali | Coppe continentali | Altre coppe | Altre coppe | Altre coppe | Totale | Totale | Totale |
| Stagione        | Squadra         | Comp            | Pres       | Reti       | Comp            | Pres            | Reti            | Comp               | Pres               | Reti               | Comp        | Pres        | Reti        | Pres   | Reti   |        |
| --------------- | --------------- | --------------- | ---------- | ---------- | --------------- | --------------- | --------------- | ------------------ | ------------------ | ------------------ | ----------- | ----------- | ----------- | ------ | ------ | ------ |
| 2023            | Colo-Colo       | PD              | 17         | 0          | CC              | 7               | 0               | CS                 | 0                  | 0                  | SC          | 0           | 0           | 24     | 0      |        |
| 2024            | Colo-Colo       | PD              | 18         | 0          | CC              | 5               | 0               | CL+CS              | 3+2                | 0                  | SC          | 1           | 0           | 29     | 0      |        |
| 2025            | Colo-Colo       | PD              | 4          | 0          | CC              | 3               | 0               | CL                 | 12                 | 0                  | -           | -           | -           | 19     | 0      |        |
| Totale carriera | Totale carriera | Totale carriera | 39         | 0          |                 | 15              | 0               |                    | 17                 | 0                  |             | 1           | 0           | 72     | 0      |        |

## Palmarès

### Club

#### Competizioni nazionali
- Campionato cileno: 2

Colo Colo: 2022, 2024
- Copa Chile: 1

Colo-Colo: 2023
- Supercoppa del Cile: 1

Colo Colo: 2024